# Juha Hakola
Juha Hakola (Espoo, Finnország, 1987. október 27.– ) egyszeres finn válogatott labdarúgó, a Grankulla középpályása.

## Pályafutása
Pályafutását hazájában, a Helsingin JK csapatában kezdte, azonban első profi szerződését ugyanúgy a hazájában a finn Klubi 04 csapatánál írta alá. Második csapata az észt Flora Tallinn. 2007-től, 2009-ig volt a Flora játékosa, ez idő alatt 65 bajnokin 25 gólt ért el.
2008. december 30-án a holland élvonalban szereplő Heracles Almelo csapatához igazolt. 2009. január 17-én az ADO Den Haag ellen debütált a bajnokságban. Első gólját 2009. április 19-én a NAC Breda ellen szerezte, szabadrúgásból.
2010. június 25-én 2+1 éves szerződést kötött a szintén holland Willem II csapatával. A 2010–11-es szezon végén a tilburgiak kiestek az első osztályból, ezért Hakola szabadon igazolhatóvá vált.
2011 nyarán próbajátékon szerepelt a Debreceni VSC és a Ferencváros csapatánál is. Augusztus 30-án elfogadta a ferencvárosi ajánlatot, így a zöld-fehérek játékosa lett.
Három bajnoki gólt szerzett a Ferencvárosban. Az elsőt a Siófok ellen 2–0-ra megnyert meccsen szerezte (ő lőtte a második zöld-fehér gólt, nem is akármilyet), aztán a Zalaegerszeg ellen 3–2-re megnyert meccsen 1–2-ről az ő duplájával fordított a csapata.
2013-ban elhagyta a Ferencvárost, és visszatért hazájába, ahol a Kuopion Palloseura középpályása lett.

## Válogatottban
A finn labdarúgó-válogatottban 2009. február 11-én mutatkozott be, Portugália ellen. Korábban már szerepelt finn korosztályos válogatottakban is.
Ezidáig egy alkalommal lépett pályára a nemzeti csapatban.

## Statisztika

### Mérkőzései a finn válogatottban
| #  | Dátum             | Helyszín | Ellenfél   | Eredmény | Kiírás     | Esemény |
| -- | ----------------- | -------- | ---------- | -------- | ---------- | ------- |
| 1. | 2009. február 11. | Aveiro   | Portugália | 0 – 1    | barátságos | 81'     |

## Sikerei, díjai
Ferencvárosi TC
- Magyar-ligakupa-győztes: 2013

## Egyéni sikerei
Meistriliiga
- Az év játékosa: 2007